# Geert Burssens
Geert Burssens (24 januari 1954) is een Belgische acteur en muzikant en theatermaker. 

## Carrière
Geert Burssens begon zijn carrière als acteur in diverse kortfilms en televisieseries. Een van zijn bekendste rollen is die van Marc Meersman in de Vlaamse televisieserie Dertigers (2023-2024). Daarnaast vertolkte hij de rol van Herman Van Hiel in de kortfilm Non Grata (2025) en speelde hij een dierentuinbewaker in de kortfilm Nuru (2011). In 2023 speelde hij ook een monnik in de derde aflevering van de reeks Het verhaal van Vlaanderen op Eén.
Naast zijn acteerwerk is Burssens ook actief als muzikant. Hij is de oprichter en eigenaar van de band PassePartoe, een groep die zich richt op Nederlandstalige muziek en entertainment. Verder is hij betrokken bij Undercover Theater, een gezelschap dat straatanimatie en interactieve optredens verzorgt.

## Filmografie
- Nuru (2011, korte film) - dierentuinbewaker
- Dertigers (2023-2024) - Marc Meersman
- Het verhaal van Vlaanderen (2023) - monnik (Aflevering 3)
- Non Grata (2025, korte film) - Herman Van Hiel

## Muzikale en theatrale projecten
- Oprichter en lid van de band PassePartoe.
- Mede ontwikkelaar van verschillende Samson en Gert liedjes waaronder Ik ben de sigaar, Koud en Samson-samba.
- Acteur en eigenaar van Undercover Theater, een gezelschap dat straattheater en muzikale acts verzorgt.
- Regelmatige optredens en performances op festivals en evenementen in België.
- Vertolkte de rol van opa Petrus in de paasvoorstelling Het Paashuis en de komst van Bim. Deze productie ging door in het kasteel van Poeke tijdens de paasperiode in 2025.